# Edwin Jacob Garn

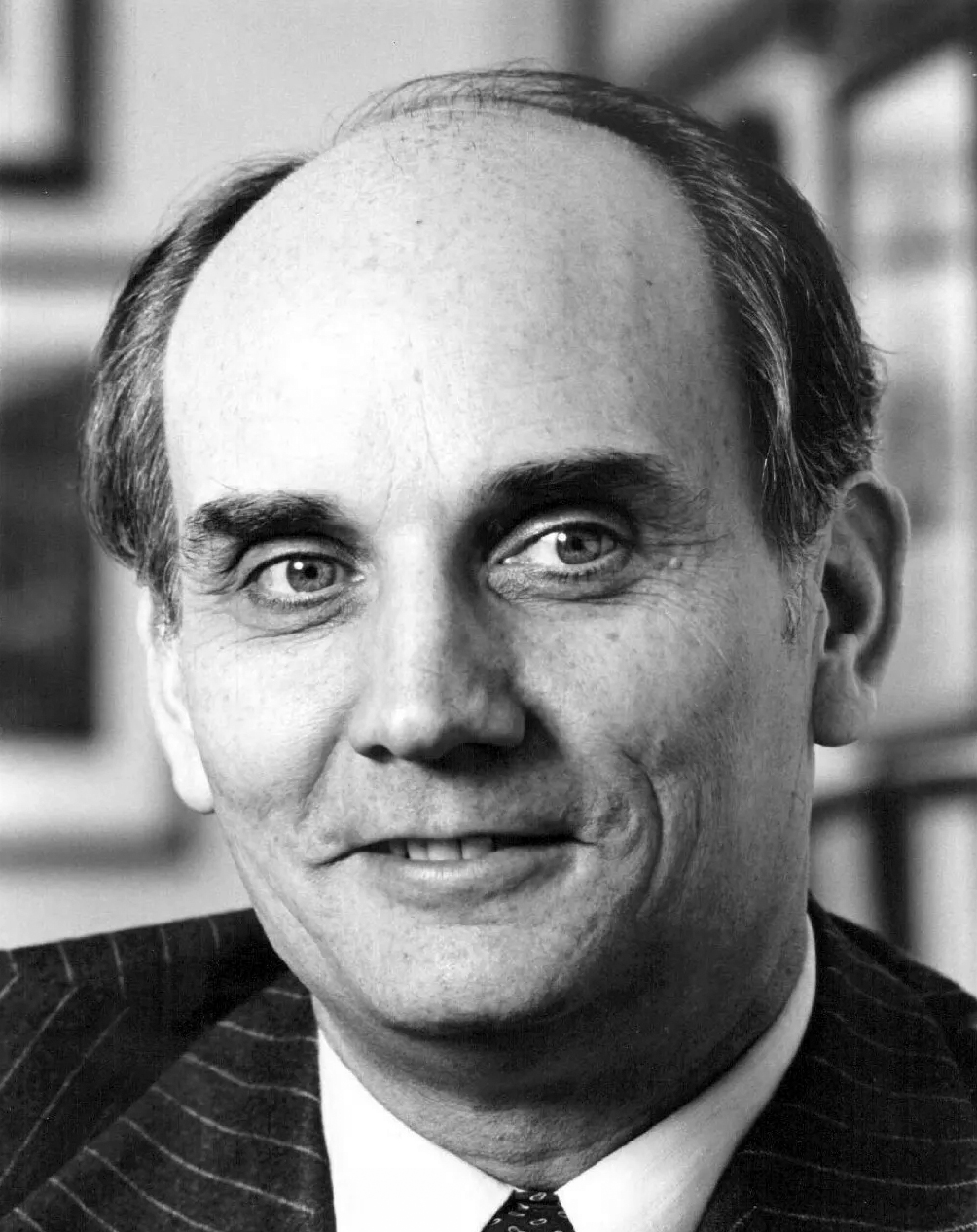
Edwin Jacob Garn

Edwin Jacob Garn (Richfield, Utah, 1932. október 12. –) amerikai Utah állam szenátora, űrhajós, dandártábornok.

## Életpálya
1956-ban az University of Utah keretében diplomázott üzleti vállalkozásból, pénzügyekből. 1956-tól 1960-ig haditengerészeti pilóta. 1971-1974 között Salt Lake City polgármestere. 1974-től a Republikánus Párt képviseletében a szenátus tagja. 1974-től 1993-ig Utah állam elnöke. Szolgálati repülőgépei voltak a KC–97L Stratotanker és a KC–135A Stratotanker. Polgári- és katonai repülőgépen, valamint űrrepülőgépen több mint 10 000 órát repült. Repült a B–2 Spirit prototípusával.
1984. november 9-től a Lyndon B. Johnson Űrközpontban gyorsított űrhajóskiképzésben részesült.
Az Amerikai Egyesült Államok Kongresszusának első űrhajósa. A NASA felügyeletét biztosító szenátusi bizottság tagjaként indítványozta űrutazását. Egy űrszolgálata alatt összesen 6 napot, 23 órát, 55 percet és 23 másodpercet (168 óra) töltött a világűrben. Űrhajós pályafutását 1985. április 19-én fejezte be. Űrtapasztalata alapján a szenátus hitelesebbnek tartja a NASA programjait.

## Űrrepülések
STS–51–D, a Discovery űrrepülőgép 4. repülésének rakományfelelőse. Kettő műholdat állítottak pályairányba. Kongresszusi megfigyelőként aktív szolgálatot végzett az űrrepülő fedélzetén. Űrbetegsége az út során olyan súlyos volt, hogy a tér betegség skáláján tréfásan, egy Garn a lehető legmagasabb szintű űrbetegséget jelenti. Összesen 6 napot, 23 órát, 55 percet és 23 másodpercet (168 óra) töltött a világűrben. 4 650 658 kilométert (2 889 785 mérföldet) repült, 110 alkalommal kerülte meg a Földet.
A NASA a szimulátor oktatási központot róla nevezte el.